# تیفو

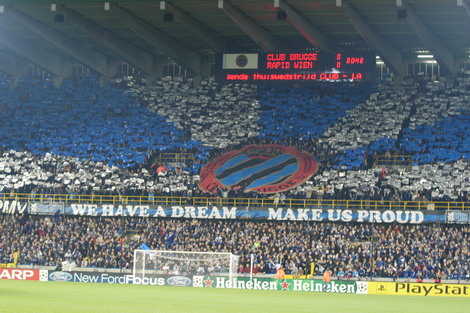
تیفوهای باشگاه فوتبال کلوب بروژ - ۲۰۰۵

تیفو (ایتالیایی: Tifo؛ تلفظ: [ˈti:fo]) واژه‌ای ایتالیایی برای پدیدهٔ حمایت از یک تیم ورزشی است. در برخی کشورها (به غیر از ایتالیا) این واژه بیشتر به عنوان نامی برای هرگونه حرکت هماهنگ که توسط هواداران در سکوهای یک سالن سرپوشیده یا استادیوم در رابطه با یک رویداد ورزشی، غالباً به عنوان بخشی از یک بازی فوتبال، به نمایش درآید استفاده می‌شود.